# Osmitopsis tenuis
Osmitopsis tenuis là một loài thực vật có hoa trong họ Cúc. Loài này được K.Bremer mô tả khoa học đầu tiên năm 1972.